# سفينة البحث

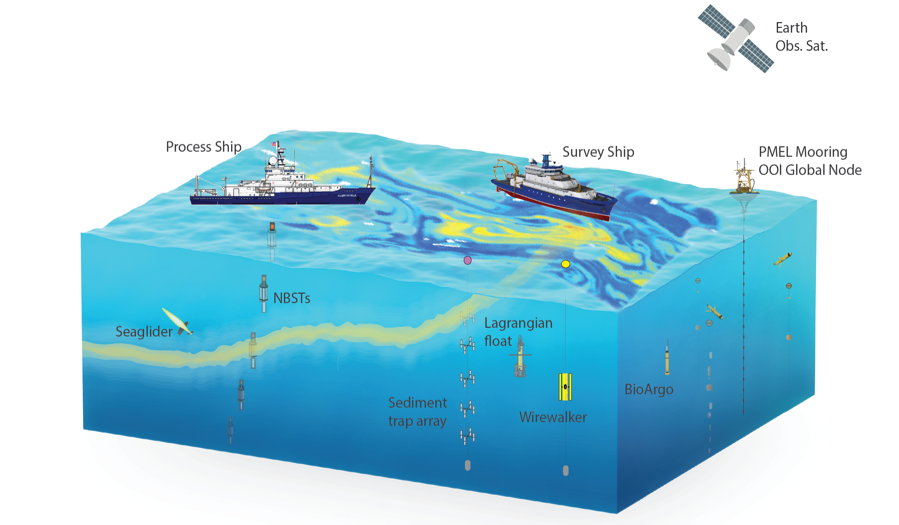
أمثلة على معدات الاستشعار عن بعد التي تم نشرها بواسطة سفن الأبحاث الأوقيانوغرافية.

سفينة البحث عبارة عن سفينة أو قارب تم تصميمه أو تعديله أو تجهيزه لإجراء الأبحاث في البحر. تقومُ سفن البحث بعددٍ من الأدوار، ويُمكن الجمع بين بعض هذه الأدوار في سفينة واحدة ولكن البعض الآخر يتطلب سفينة مخصصة. نظرًا لطبيعة العمل الصعبة، فقد يتم إنشاء أوعية بحث حول جسد كاسحة للجليد ، مما يسمح لها بالعمل في المياه القطبية.

## تاريخ
تعود أصول سُفن الأبحاث إلى الرحلات الاستكشافية المبكرة. بحلول وقت جيمس كوك، أصبحت أساسيات ما نسميه اليوم سفينة الأبحاث واضحة، ففي عام 1766، استأجرت الجمعية الملكية كوك للسفر إلى المحيط الهادئ لمراقبة وتسجيل عبور كوكب الزهرة عبر الشمس. كانت إنديفور سفينة متينة، ومصممة ومجهزة جيدًا للمحن التي ستواجهها ومجهزة بمرافق لطاقم البحث جوزيف بانكس، وكَما هو شائعِ مع سفن الأبحاث المعاصرة فقد أجرت سفيفة إنديفور أيضًا أكثر من نوع واحد من الأبحاث بما في ذلك أعمال المسح الهيدروغرافي الشامل.

## نطاقات الأبحاث
هذه قائمةٌ بالمجالات أو نطاقات البحوث التي تقوم بها سُفن البحث الحديثة:
- المسح الهيدروغرافي
- البحوث الأوقيانوغرافية
- بحوث المصايد
- البحث البحري
- البحث القطبي
- التنقيب عن النفط